# Championnat d'Italie de football de deuxième division 1964-1965
Navigation
Édition précédente Édition suivante
La saison 1964-1965 de Serie B, organisée par la Lega Calcio pour la dix-neuvième fois, est la 33e édition du championnat de deuxième division en Italie. Les trois premiers sont promus directement en Serie A et les trois derniers sont relégués en Serie C.
À l'issue de la saison, Brescia termine à la première place et monte en Serie A 1965-1966 (1re division), accompagné par le vice-champion, Naples, et le troisième S.P.A.L..

## Compétition
La victoire est à deux points, un match nul à 1 point.

### Classement
| Rang | Équipe        | Pts | J  | G  | N  | P  | Bp | Bc | Diff |
| ---- | ------------- | --- | -- | -- | -- | -- | -- | -- | ---- |
| 1    | Brescia       | 49  | 38 | 18 | 13 | 7  | 46 | 28 | +18  |
| 2    | Naples        | 48  | 38 | 16 | 16 | 6  | 45 | 21 | +24  |
| 3    | S.P.A.L. R    | 47  | 38 | 17 | 13 | 8  | 40 | 27 | +13  |
| 4    | Lecco         | 46  | 38 | 16 | 14 | 8  | 50 | 23 | +27  |
| 5    | Potenza       | 44  | 38 | 15 | 14 | 9  | 55 | 40 | +15  |
| 6    | Padoue        | 42  | 38 | 14 | 14 | 10 | 32 | 23 | +9   |
| 7    | Modène R      | 41  | 38 | 11 | 19 | 8  | 36 | 28 | +8   |
| 8    | Catanzaro     | 38  | 38 | 9  | 20 | 9  | 24 | 26 | -2   |
| 9    | Alexandrie    | 37  | 38 | 12 | 13 | 13 | 37 | 43 | -6   |
| 10   | Pro Patria    | 37  | 38 | 13 | 11 | 14 | 32 | 45 | -13  |
| 11   | Reggiana P    | 36  | 38 | 11 | 14 | 13 | 34 | 27 | +7   |
| 12   | Palerme       | 36  | 38 | 12 | 12 | 14 | 43 | 43 | 0    |
| 13   | Venise        | 36  | 38 | 9  | 18 | 11 | 30 | 33 | -3   |
| 14   | Hellas Vérone | 36  | 38 | 12 | 11 | 15 | 29 | 44 | -15  |
| 15   | Trani P       | 35  | 38 | 16 | 17 | 5  | 44 | 23 | +21  |
| 16   | Livourne P    | 34  | 38 | 11 | 12 | 15 | 32 | 33 | -1   |
| 17   | Monza         | 34  | 38 | 9  | 16 | 13 | 32 | 45 | -13  |
| 18   | Bari R        | 33  | 38 | 10 | 13 | 15 | 32 | 41 | -9   |
| 19   | Triestina     | 28  | 38 | 8  | 12 | 18 | 26 | 48 | -22  |
| 20   | Parme         | 23  | 38 | 7  | 9  | 22 | 23 | 54 | -31  |

|  | Promotion en Serie A                        |
|  | Relégation en Serie C                       |
|  | P : Promu de Serie C R : Relégué de Serie A |